# イヴァー・ヤコブソン
イヴァー・ヤコブソン (瑞: Ivar Hjalmar Jacobson、1939年9月2日 - ) は、スウェーデンのコンピュータ科学者である。 
ソフトウェア工学、とりわけオブジェクト指向ソフトウェア開発方法論であるオブジェクト指向ソフトウェア工学 (OOSE) や統一モデリング言語 (UML) の開発の業績で広く知られている。

## 経歴と業績
ヤコブソンは1939年にスウェーデンのイスタに生まれた。
1962年にイェーテボリのチャルマース工科大学で電子工学の修士号を取得した。1985年に大規模リアルタイムシステム向けの言語構成の論文を書きストックホルムの王立工科大学で博士号 (Ph.D.) を取得した。
ヤコブソンは1964年にエリクソン社が開発していた電話交換機を制御するソフトウェアの新版の開発でソフトウェアコンポーネントを採用することを提案した。この過程でシーケンス図を考案し、コラボレーション図を開発した。またコンポーネント間でやりとりされるメッセージの流れを記述するために状態遷移図を適用した。
ヤコブソンは、ソフトウェア開発を行うために青写真 (blueprints) が必要であると考えた。仕様記述言語 SDL (Specification and Description Language) の最初の版の開発者の一人である。SDL は電話業界で標準となった (ITU-T勧告)。

統一モデリング言語 (UML) のユースケース図の例

ヤコブソンはまた、エリクソンでソフトウェア機能要求を特定するためにユースケースを考案した (ユースケース図)。
1987年にヤコブソンはエリクソンを退職し、Objective Systems 社を創業した。
1991年にはこの会社の株はエリクソンが過半数を取得し、社名は Objectory AB に変更された。ヤコブソンが中心となって、1992年頃に Objectory AB でオブジェクト指向ソフトウェア開発方法論であるオブジェクト指向ソフトウェア工学 (OOSE; Object-Oriented Software Engineering) を開発した。
1995年10月に Objectory AB は Rational Software 社に買収され、ヤコブソンは同社でグラディ・ブーチとジェームズ・ランボーと共に統一モデリング言語 (UML; Unified Modeling Language) の最初の版および Unified Process (UP) の開発を始めた。ヤコブソンを含めたこの3人は、スリーアミーゴス として言及されることがある。 
2003年に Rational Software はIBM社に買収され、その際にヤコブソンは退職することを決めた。しかし実際には2004年5月までIBMに上席技術コンサルタントとして在籍した。
2005年11月にヤコブソンはマイクロソフト社と共に Visual Studio Team System のための Essential Unified Process を開発していると発表した。ヤコブソンは Essential Unified Process を「非常に軽量でアジャイルな」ラショナル統一プロセス (RUP) であると説明している。

## 著書
- 『オブジェクト指向ソフトウェア工学OOSE : use-caseによるアプローチ』、M. クリスターソン、P. ジョンソン、G. ウーハガードとの共著、西岡利博 (監訳) 、渡邊克宏 (監訳) 、梶原清彦 (監訳) 、エスアイビー・アクセス、2003年、ISBN 4-901672-02-9 (初版は1995年)
  - Object-Oriented Software Engineering: A Use Case Driven Approach (ACM Press) Ivar Jacobson, Magnus Christerson, Patrik Jonsson, Gunnar Overgaard Addison-Wesley, 1992, ISBN 0201544350
- 『ビジネスオブジェクト : ユースケースによる企業変革』、M. エリクソン、A. ヤコブソンとの共著、広本治 (訳) 、城市優 (訳) 、トッパン、1996年、ISBN 4-8101-8091-3
  - The Object Advantage: Business Process Reengineering With Object Technology (ACM Press), I. Jacobson, M. Ericsson, A. Jacobson, 1994, Addison-Wesley, ISBN 0201422891
- 『ソフトウエア再利用ガイドブック』、M. グリス、P. ジョンソンとの共著、杉本宣男 (監訳) 、吉田幸彦 (監訳) 、落合修 (監訳) 、田中正二 (監訳) 、エスアイビー・アクセス、2004年、ISBN 4901672037 (初版は1999年)
  - Software Reuse: Architecture, Process, and Organization for Business Success (ACM Press) Ivar Jacobson, Martin Griss, Patrik Jonsson Addison-Wesley, 1997, ISBN 0201924765
- 『UMLユーザーガイド』、グラディ・ブーチ、ジェームズ・ランボーとの共著、羽生田栄一 (監訳) 、オージス総研オブジェクト技術ソリューション事業部 (訳) 、ピアソンエデュケーション、1999年、ISBN 4894711559
  - The Unified Modeling Language User Guide (2nd Edition), Grady Booch, James Rumbaugh, Ivar Jacobson, Addison-Wesley Professional, 2005, ISBN 0321267974
- 『UMLによる統一ソフトウェア開発プロセス オブジェクト指向開発方法論』、ジェームズ・ランボー、グラディ・ブーチとの共著、日本ラショナルソフトウェア株式会社 (訳) 、藤井拓 (監修) 、翔泳社、2000年、ISBN 4881358367
  - The Unified Software Development Process, Ivar Jacobson, Grady Booch, James Rumbaugh, Addison-Wesley Professional, 1999, ISBN 0201571692
- 『UMLリファレンスマニュアル』、ジェームズ・ランボー、グラディ・ブーチとの共著、石塚圭樹 (監訳) 、日本ラショナルソフトウェア株式会社 (訳) 、ピアソンエデュケーション、2002年、ISBN 4894712679
  - The Unified Modeling Language Reference Manual (2nd Edition), James Rumbaugh, Ivar Jacobson, Grady Booch, Addison-Wesley Professional, 2004, ISBN 0321245628
- 『ユースケースによるアスペクト指向ソフトウェア開発 : 適応性の高いアーキテクチャの確立』、パンウェイ・ングとの共著、鷲崎弘宜 (訳) 、太田健一郎 (訳) 、鹿糠秀行 (訳) 、立堀道昭 (訳) 、翔泳社、2006年、ISBN 4-7981-0896-0
  - Aspect-Oriented Software Development With Use Cases (Addison-Wesley Object Technology Series), Ivar Jacobson, Pan-Wei Ng, 2004, Addison-Wesley, ISBN 0321268881